# Ovid Technologies
Ovid Technologies, Inc. (kraće Ovid), dio skupine poduzećâ Wolters Kluwer, poduzeće koje pruža informacijski servis koji nudi pristup internetskim bibliografskim bazama podataka, akademskim revijama i ostalim proizvodima, prije svega u području znanstvenih znanosti. Baza podataka MEDLINE Nacionalne knjižnice medicine SAD bila je jednom glavni proizvod, ali kako je ovo sad besplatno dostupno preko PubMeda, Ovid se diverzificirao u široki raspon drugih podatkovnih baza i ostalih proizvoda. Glavni stožer Ovid Technologiesa je u New Yorku. Mark Nelson je osnovao Ovid 1984. godine. Nelson je već razvio sučelje za MEDLINE. Nelsonova tvrtka onda se zvala Online Research Systems. Ime te tvrtke izabrao je za skriti da je jedini zaposlenik te tvrtke, koja je djelovala iz stana u Španjolskom Harlemu u New Yorku. Sučelje je projektirano za spajanje preko telefonskih linija na središnja računala prodavačâ, ponajprije BRS Onlinea, koji su izvodili unutarnje tražilice projektirane za MEDLINE. Ti su prodavatelji isključili pristup za to sučelje jer su se bojali moguće konkurencije. Nelson je tad odlučio sastaviti svoju tražilicu za MEDLINE, jednu od prvih koja je bila bazirana za osobna računala.

## Vanjske poveznice
- Ovid Službene stranice
- OvidSP